# Le Tunnel sous le monde
Pour plus de détails, voir Fiche technique et Distribution.
Le Tunnel sous le monde (Il tunnel sotto il mondo) est un film de science-fiction italien sorti en 1969 et réalisé par Luigi Cozzi. C'est un film expérimental inspiré de la nouvelle Le Tunnel sous l'Univers de Frederik Pohl, un classique de la satire du consumérisme où une communauté est retenue captive par des publicitaires.
Le film est scénarisé par Alfredo Castelli, plus connu pour sa série de bande dessinée Martin Mystère, le détective de l'impossible (Martin Mystère, il detective dell'impossibile).

## Synopsis
L'action se déroule le 32 juillet, un jour qui n'existe pas et qui se répète à l'infini, jour après jour.
Le protagoniste est obligé de répéter indéfiniment la même expérience ; lui seul s'en rend compte, tandis que tous les autres habitants de la ville continuent de vivre leur vie comme si de rien n'était.

## Fiche technique
Sauf indication contraire, les informations mentionnées dans cette section peuvent être confirmées par la base de données cinématographiques IMDb,  présente dans la section « Liens externes ».
- Titre original italien : Il tunnel sotto il mondo[5]
- Titre français : Le Tunnel sous le monde
- Réalisateur : Luigi Cozzi
- Scénario : Luigi Cozzi, Alfredo Castelli, Tito Monego d'après la nouvelle de Frederik Pohl publié en 1955[2].
- Photographie : Piergiorgio Pozzi
- Montage : Luigi Cozzi
- Musique : Claudio Calzolari
- Effets spéciaux : Roberto Scarpa
- Producteurs : Alfredo Castelli
- Société de production : Pleiadi Cineteca
- Pays de production :  Italie
- Langue de tournage : italien
- Format : Couleur - 35 mm
- Genre : Science-fiction
- Durée : 72 minutes (1 h 10)
- Dates de sortie :	
  - Italie : 1969 (Festival internazionale del film di fantascienza di Trieste (it))
  - France : 10 septembre 2007 (Double DVD avec Contamination en VOSTFR[6])

## Distribution
- Alberto Moro
- Bruno Slaviero
- Gretel Fehr
- Anna Mantovani
- Lello Maraniello
- Pietro Rosati
- Ivana Monti
- Luigi Cozzi
- Isabell Karlsson

## Production
C'est le premier long métrage de Luigi Cozzi, alors âgé de 21 ans. D'après son réalisateur, il a été « tourné très rapidement avec un budget ridicule ». Ce qui n'était au départ qu'un projet cinématographique dans le cadre de ses études est devenu un long métrage présenté au Festival internazionale del film di fantascienza di Trieste (it). Il attirera l'attention de Dario Argento qui lui propose alors de scénariser son prochain film, Quatre Mouches de velours gris.